# Gingo biloba

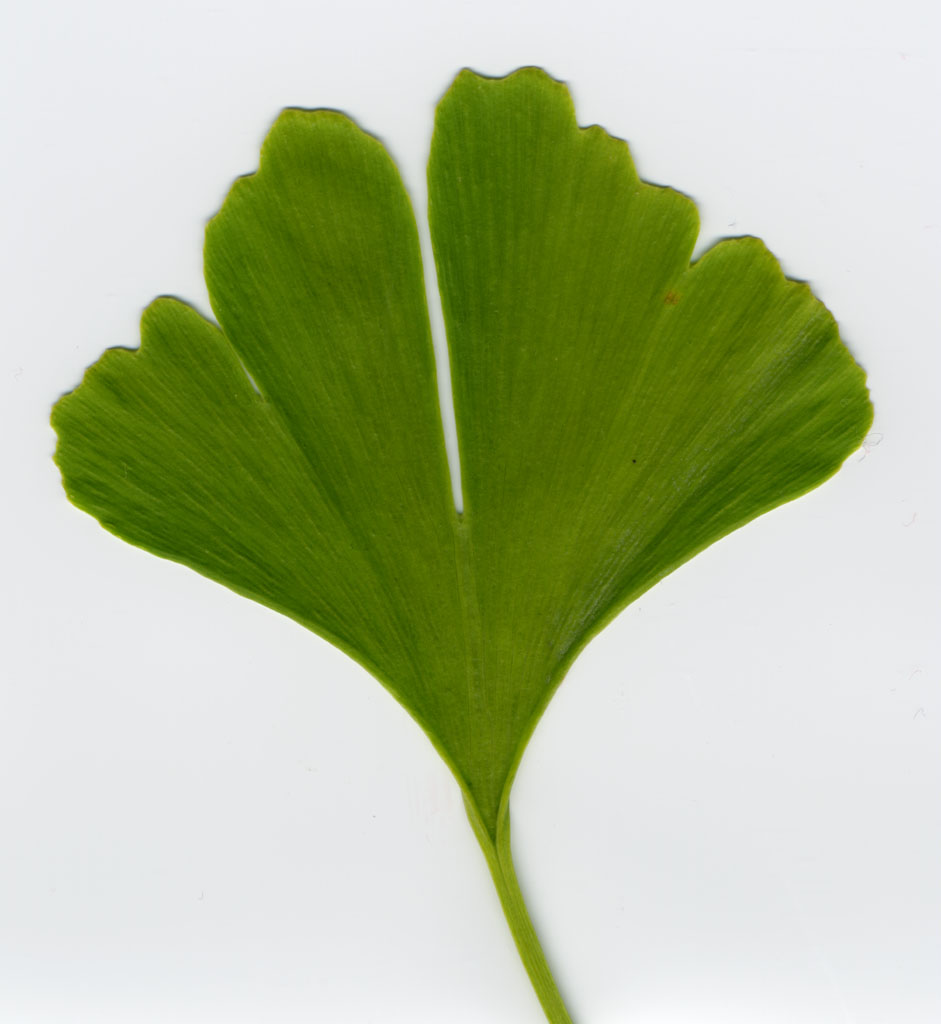
Ginkgo-Blatt

Gingo biloba (auch: Ginkgo biloba) ist ein Gedicht über das zweigeteilte (lateinisch: biloba) Blatt eines Ginkgo-Baumes, das Johann Wolfgang von Goethe im September 1815 als 66-Jähriger schrieb und seiner späten Liebe Marianne von Willemer widmete. 1819 wurde es in seiner Sammlung West-östlicher Divan veröffentlicht.
Die Schreibung „Gingo“ wählte Goethe in der Erstfassung bewusst, um den harten Konsonanten „k“ im Titel zu vermeiden.

## Entstehung

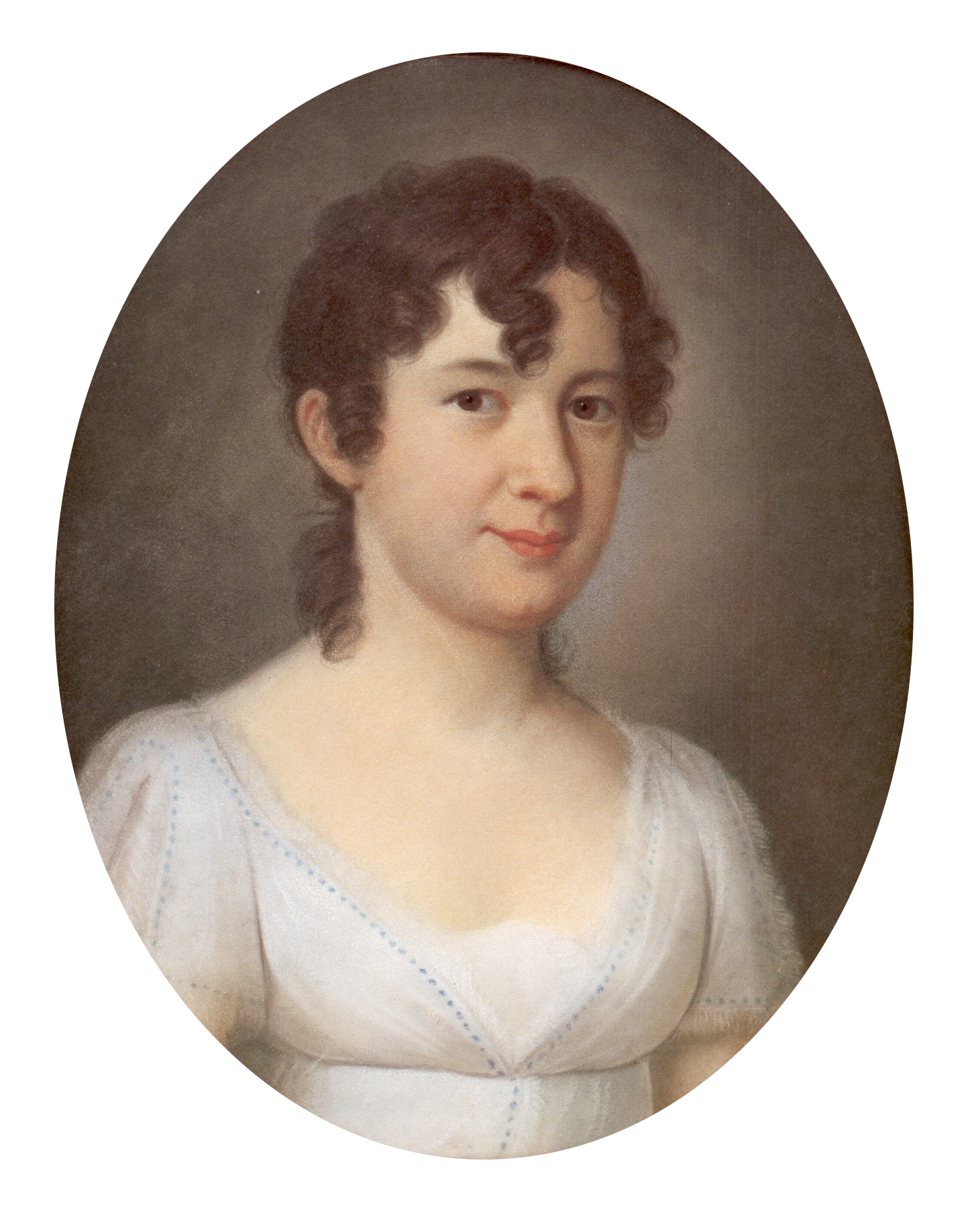
Porträt von Marianne von Willemer, Pastell von Johann Jacob de Lose, 1809

Das Gedicht über das zweigeteilte (lateinisch: biloba) Blatt eines Ginkgo-Baumes, das Johann Wolfgang von Goethe im Alter von 66 Jahren schrieb, ist seiner späten Liebe, Marianne von Willemer, gewidmet. Es stellt das Ginkgoblatt aufgrund seiner Form als Sinnbild der Freundschaft dar. Die Erstfassung des Gedichts ist datiert auf den 15. September 1815, als Goethe während eines fünfwöchigen Aufenthaltes in Frankfurt und dort auch mehrmals mit Marianne von Willemer am Mainufer verabredet war; eine Woche lang sogar wohnte Goethe im Roten Männchen, der Willmerschen Stadtwohnung, die übrige Zeit in der Gerbermühle. Es wird für möglich gehalten, dass Goethe zu diesem Gedicht durch den Anblick des zu dieser Zeit etwa 65 Jahre alten Ginkgos in Rödelheim angeregt wurde. Eine am Fuß des Baumes stehende Informationstafel legt diese Vermutung nahe.
Es ist überliefert, dass Goethe die Blätter des Ginkgo betrachtete und über deren Form sinnierte. Eines der Blätter sandte er als Ausdruck seiner Zuneigung an Marianne von Willemer, der dritten Ehefrau seines Frankfurter Freundes, des Bankiers Johann Jakob von Willemer. Sie war mehr als zwanzig Jahre jünger als er selbst. Der mit Goethe befreundete Kunstsammler und Schriftsteller Sulpiz Boisserée erwähnt in einer Tagebucheintragung vom 15. September 1815 – er reiste am 18. September von der Gerbermühle aus mit Goethe nach Heidelberg – zur Entstehungsgeschichte des Gedichtes „Gin(k)go biloba“:

„Heitrer Abend. G. hatte der Wilemer ein Blatt der Ginkho (sic) biloba als Sinnbild der Freundschaft geschikt aus der Stadt. Man weiß nicht, ob es eins das sich in 2 theilt, oder zwey die sich in eins verbinden. So war der Inhalt des Verses.“

## Inhalt

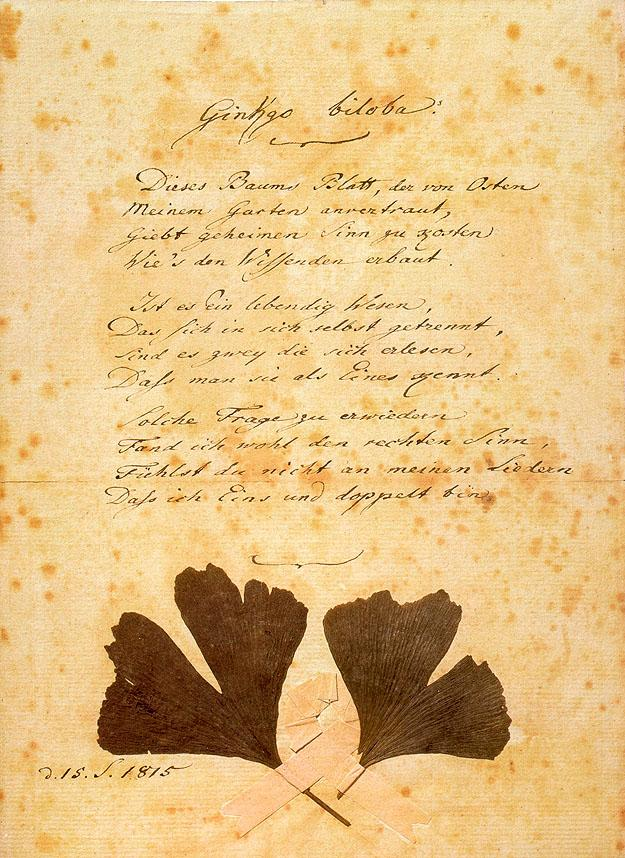
Modifizierte Fassung des Goethe-Gedichts als Ginkgo biloba in Goethes Handschrift, Goethe Museum Düsseldorf

Die Erstfassung des Gedichts lautet:
Gingo biloba

Dieses Baums Blatt, der von Osten

Meinem Garten anvertraut,

Giebt geheimen Sinn zu kosten,

Wie’s den Wissenden erbaut,

Ist es Ein  lebendig Wesen,

Das sich in sich selbst getrennt?

Sind es zwei, die sich erlesen,

Daß man sie als Eines kennt?

Solche Frage zu erwidern,

Fand ich wohl den rechten Sinn,

Fühlst du nicht an meinen Liedern,

Daß ich Eins und doppelt bin?
Die Überschrift und die erste Zeile deuten an, dass dieses Gedicht ein Naturblatt des Ginkgos sei, das dem Buch Suleika des West-östlichen Divan beigelegt sei. Die ursprüngliche Fassung als kalligraphische Handschrift auf einem einzelnen Blatt Papier mit dem Datum 15. September 1815 verstärkt diese Vorstellung. In der Druckfassung geht dieser Einzelblattcharakter jedoch verloren.

## Rezeption
Goethes Gedicht war lange Zeit nur bekannt aus einem Brief, den er am 27. September 1815 von Heidelberg aus an Rosine Städel nach Frankfurt am Main schickte. Von daher lag die Vermutung nahe, das Ginkgoblatt stamme aus Heidelberg. Der Sinologe Günther Debon lokalisierte das Ginkgo-Gedicht Goethes auf der Stückterrasse des Heidelberger Schlosses. Der betreffende Ginkgo, dessen Blatt Goethe als Symbol der Freundschaft an Marianne von Willemer sandte, stand unmittelbar gegenüber der Goethegedenktafel und wurde 1795 gepflanzt. Noch 1928 hieß es, dass der Ginkgobaum im Heidelberger Schlossgarten wohl „noch derselbe ist, dem Goethe die Anregung zu seinem schönen Gedicht verdankte“. Wahrscheinlich stand der Baum sogar noch im Jahr 1936, heute existiert er nicht mehr. Allerdings liegt der Goethe-Forschung seit 1965 die Reinschrift des Gedichtes vor. Der Brief mit dem Gedicht, dem Goethe zwei Ginkgo-Blätter beilegte, ist heute im Goethe-Museum Düsseldorf zu sehen. Datum und Tagebucheinträge von Boisserée und Goethe belegen Frankfurt am Main als Ort der Abfassung, wobei unsicher bleibt, ob das Ginkgoblatt aus dem Garten des Apothekers Salzwedel, aus den Gärten von Karl Andreae-Bansa, Schaumainkai 27, oder Peter Anton Brentano, Rödelheim, stammt. (→ Ginkgo in Rödelheim). In allen drei Gärten, die Goethe kannte und besuchte, sind Ginkgos in jenem Alter belegt, auf das vom Blatt rückgeschlossen werden kann.
Um das Jahr 1815 pflanzte der Weimarische Hofgärtner Johann Conrad Sckell auf Goethes Geheiß in Weimar einen Ginkgo hinter dem Fürstenhaus in der heutigen Puschkinstraße an, der sich dort noch immer befindet. In Weimar befindet sich auch das einzige Ginkgo-Museum Deutschlands.

### Musikalische Rezeption
Goethes Gedicht wurde offenbar erst in neuerer Zeit musikalisch rezipiert. Karl Marx publizierte 1966 eine Vertonung des Gedichtes in seinem Zyklus Drei Lieder nach Gedichten von J. W. von Goethe für Tenor und Klavier op. 65 (Neufassung 1981). Timo Jouko Herrmann vertonte den Text 2002 als Duett für Sopran, Mezzosopran und Klavier. Wolfgang Rihm integrierte das Gedicht in seinen 2004 entstandenen Zyklus Eins und doppelt. 5 Lieder aus dem Zwielicht für Bariton und Klavier. Eine weitere Vertonung des Gedichtes für Singstimme und Gitarre schuf Ricarda Rätz (* 1967) für ihren Goethe-Liederzyklus Eins und doppelt.

### Übersetzerpreis
2018 stiftete der Freundeskreis Literaturhaus Heidelberg den Übersetzerpreis Ginkgo-Biloba für Lyrik.